# Klaus Gondesen
Klaus Gondesen (* 7. Juni 1925; † November 2001 in Berlin) war ein deutscher Polizeioffizier in der DDR. Er war Generalmajor und Leiter der Schutzpolizei des Ministeriums des Innern.

## Leben
Gondesen wurde nach dem Zweiten Weltkrieg in der Sowjetischen Besatzungszone Angehöriger der Deutschen Volkspolizei und Mitglied der SED. Gondesen schlug die Offizierslaufbahn ein und fungierte in den 1950er-Jahren als Leiter der VP-Inspektion Berlin-Mitte im Rang eines Oberstleutnants der VP. Im August 1961 war er als Offizier im Stab des VP-Präsidiums am Bau der Berliner Mauer beteiligt. Seine nächste Funktion war die des Leiters der Abteilung Schutz- und Verkehrspolizei im Berliner Polizeipräsidium. Im Jahr 1965 wurde er zum Oberst der VP befördert und stellvertretender Leiter der Hauptabteilung Schutz- und Verkehrspolizei im Ministerium des Innern. Von 1966 bis 1968 war er als Nachfolger von Willi Knöpke amtierender Leiter der Hauptabteilung Schutz- und Verkehrspolizei im Ministerium des Innern (MdI). Am 23. Juni 1981 wurde er vom Vorsitzenden des Nationalen Verteidigungsrates der DDR, Erich Honecker, zum Generalmajor ernannt. Bis zu seinem Eintritt in die Rente im Juni 1989 war er Leiter des Instituts des MdI für marxistisch-leninistische Aus- und Weiterbildung. 
Gondesen wirkte dann als Stellvertreter des Vorsitzenden des Bezirkskomitees Berlin der Antifaschistischen Widerstandskämpfer der DDR.
Gondesen lebte zuletzt in Berlin-Friedrichshain und starb im Alter von 76 Jahren.

## Auszeichnungen
- 1974 Vaterländischer Verdienstorden in Bronze und 1985 in Gold